# Georg Brustad
Georg Brustad (Oslo, 1892. november 23. – Oslo, 1932. március 17.) olimpiai bronzérmes norvég tornász.
Az 1912. évi nyári olimpiai játékokon tornában svéd rendszerű összetett csapatversenyben bronzérmes lett.
Klubcsapata a Oslo Turnforening volt.